# Miniatura persiana

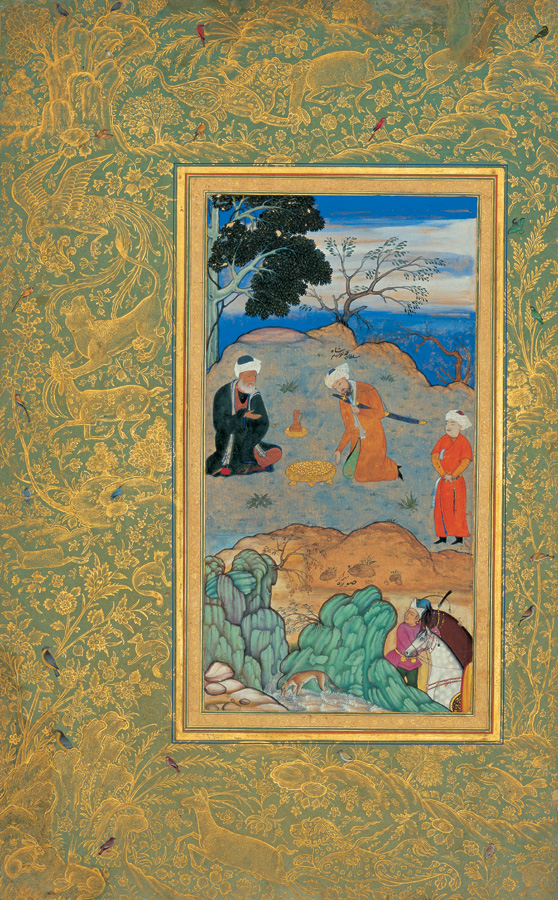
Consiglio dell'Asceta di Behzād (1500-1550 circa). Come nel caso del manoscritto miniato occidentale, i bordi squisitamente decorati erano parte integrante dell'opera d'arte.

Una miniatura persiana  (in persiano: نگارگری ایرانی) è un piccolo dipinto su carta, presente nell'illustrazione di un libro o in un'opera d'arte separata destinata ad essere conservata in un album di opere del genere chiamato "muraqqa". Le tecniche sono sostanzialmente paragonabili alle tradizioni occidentali e bizantine delle miniature del manoscritto. Anche se esiste una tradizione persiana altrettanto ben consolidata di pittura murale, il tasso di sopravvivenza e lo stato di conservazione delle miniature è migliore, esse sono la forma più conosciuta di pittura persiana in Occidente e molti degli esempi più importanti si trovano nei musei occidentali o turchi. La pittura in miniatura divenne un significativo genere dell'arte persiana, nel XIII secolo, ricevendo l'influenza cinese dopo le conquiste mongole, e il punto più alto della tradizione fu raggiunto nel XV e XVI secolo. La tradizione continuò, sotto qualche altra influenza occidentale, ed ha molti esponenti moderni. La miniatura persiana ha avuto un'influenza dominante su altre tradizioni islamiche in miniatura, principalmente la miniatura ottomana in Turchia, e la miniatura moghul nel Subcontinente indiano.
L'arte persiana, sotto l'Islam, non aveva mai completamente vietato la figura umana, e nella tradizione della miniatura la rappresentazione delle figure, spesso in gran numero, è centrale. Ciò è in parte dovuto al fatto che la miniatura è una forma privata, conservata in un libro o in un album e mostrata solo a coloro i quali vengono scelti dal proprietario. Era quindi possibile essere più liberi che nei dipinti murali o in altre opere viste da un pubblico più ampio. Il Corano e altre opere puramente religiose non sono noti per essere stati illustrati in questo modo, sebbene storie e altri lavori di letteratura possano includere scene religiosamente correlate, incluse quelle raffiguranti il Profeta Maometto, dopo il 1500 di solito senza mostrare la sua faccia.
Oltre alle scene figurative in miniatura, su cui si concentra questo articolo, c'era uno stile parallelo di decorazione ornamentale non figurativa che si trova in bordi e pannelli, in pagine in miniatura o negli spazi all'inizio o alla fine di un'opera o di una sezione, e spesso in pagine intere che fungono da frontespizio. Nell'arte islamica si parla di "miniaturizzazione", e i manoscritti del Corano e di altri libri religiosi spesso includevano un numero considerevole di pagine miniate. I disegni riflettono il lavoro contemporaneo su altri media, in periodi successivi, particolarmente nelle copertine di libri e nei tappeti persiani, e si pensa che molti disegni di tappeti siano stati creati da artisti di corte e inviati ai laboratori nelle province.
In epoche successive le miniature furono sempre più create come opere singole da includere in album chiamati muraqqa, piuttosto che in libri illustrati. Ciò ha permesso ai collezionisti non reali di offrire un campione rappresentativo di opere di stili e periodi diversi.

## Stile

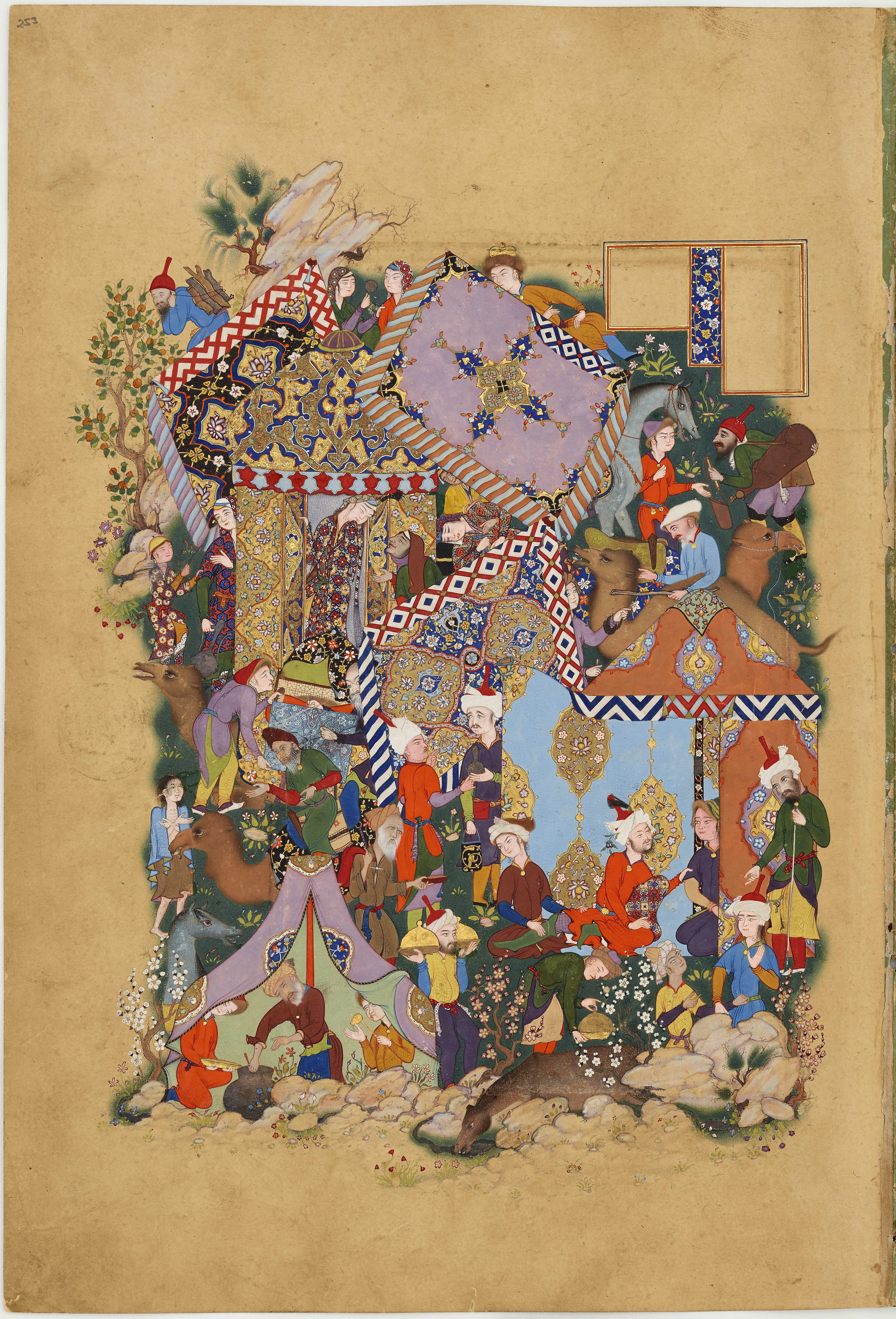
Scena di disegno della fine del periodo classico, senza cornice. Majnun (in alto con un abito arancione) spia la sua amata Layla (in piedi sulla porta della tenda)

La colorazione brillante e pura della miniatura persiana è una delle sue caratteristiche più sorprendenti. Normalmente tutti i pigmenti usati sono a base minerale che fa mantenere i colori brillanti se conservati in condizioni adeguate, con la principale eccezione per l'argento, usato principalmente per rappresentare l'acqua, che si ossida virando in un nero irregolare. Le convenzioni delle miniature persiane cambiarono lentamente; le facce erano normalmente giovani e viste di tre quarti, con la parte inferiore della faccia arrotondata, più adatta a ritrarre caratteristiche tipiche dell'Asia centrale o cinesi rispetto a quelle della maggior parte dei persiani. La luce è uniforme, senza ombre o chiaroscuro. Le pareti e altre superfici sono mostrate frontalmente, o come (in tempi moderni) con un angolo di circa 45 gradi, spesso dando allo spettatore moderno l'impressione non intenzionale che un edificio sia (diciamo) in piano (mancanza di prospettiva). Gli edifici sono spesso mostrati in viste complesse, mescolando viste interne, attraverso finestre o "spaccati", con viste esterne di altre parti di una facciata. Costumi e architettura sono sempre quelli del tempo.
Molte figure sono spesso rappresentate della stessa dimensione di quelle presenti nella scena principale, e l'arretramento (profondità nello spazio dell'immagine) è indicato dall'inserimento di figure più distanti più in alto nello spazio. Le figure più importanti possono essere un po' più grandi di quelle intorno a loro, e le scene di battaglia possono essere davvero molto affollate. Grande attenzione viene prestata allo sfondo, sia di un paesaggio o di edifici, e il dettaglio e la freschezza con cui vengono mostrate le piante e gli animali, i tessuti di tende, tendaggi, tappeti o modelli di piastrelle è una delle grandi attrazioni del disegno. L'abito delle figure è ugualmente mostrato con grande cura, anche se gli artisti, comprensibilmente, spesso evitano di dipingere la stoffa a fantasia che molti avrebbero indossato. Gli animali, specialmente i cavalli che appaiono molto spesso, sono per lo più mostrati lateralmente; anche le storie d'amore, che costituiscono gran parte del materiale classico illustrato, sono condotte in gran parte in sella, per quanto riguarda il principe protagonista.  I paesaggi sono molto spesso montuosi (le pianure che costituiscono gran parte della Persia sono raramente illustrate), con un alto orizzonte ondulato, e affioramenti di roccia nuda che, come le nuvole nella zona normalmente piccola del cielo lasciata sopra il paesaggio, sono raffigurate in convenzioni derivate dall'arte cinese. Anche quando viene mostrata una scena in un palazzo, il punto di vista appare spesso da un punto a pochi metri nell'aria.
Le prime miniature apparivano senza cornice, inserite orizzontalmente attraverso la pagina in mezzo al testo, seguendo gli esempi precedenti bizantini e arabi, ma nel XIV secolo fu introdotto il formato verticale, forse influenzato dai dipinti a scorrimento cinesi. Questo è usato in tutti i manoscritti di lusso, per la corte, che costituiscono i manoscritti persiani più famosi, e il formato verticale evidenzia molte caratteristiche dello stile.

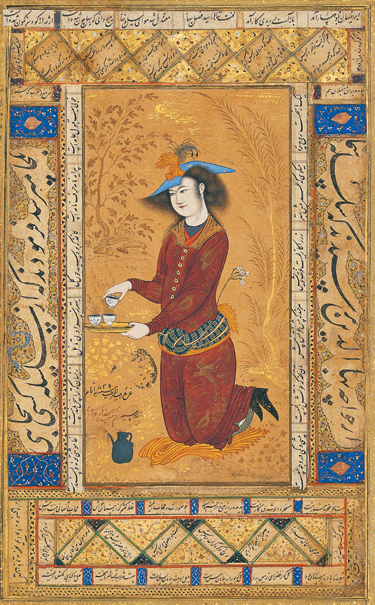
Saki, album miniatura di Reza Abbasi, 1609

Le miniature occupano normalmente una pagina intera, in seguito a volte si diffondono su due pagine per inserire un formato "orizzontale" di paesaggio. Ci sono spesso pannelli di testo o didascalie all'interno dell'area dell'immagine, che è racchiusa in una cornice, alla fine di più linee rette con una banda più ampia in oro o colorata. Il resto della pagina è spesso decorato con disegni fitti di piante e animali in un "grisaille" tenero, spesso dorato e marrone; anche le pagine di testo senza miniature hanno spesso tali confini. Nei manoscritti successivi, elementi della miniatura iniziano ad espandersi oltre la cornice, che può scomparire su un lato dell'immagine, o essere omessa completamente.
Un altro sviluppo successivo fu l'album in miniatura, concepito come una singola immagine piuttosto che come un'illustrazione di un libro, sebbene tali immagini possano essere accompagnate da brevi poemi lirici. Il fatto che Scià Tahmasp I non commissionò libri illustrati negli anni quaranta del XVI secolo, probabilmente incoraggiò gli artisti a realizzare opere più economiche per incontrare il supporto di una più ampia cerchia di mecenati.  Gli album o "muraqqa" venivano assemblati da collezionisti con miniature, pagine esemplari di calligrafia e miniature prese da vecchi libri, a cui venivano spesso aggiunti dipinti di confine quando venivano rimontati. Le miniature di album di solito mostravano alcune figure su una scala più grande, con meno attenzione allo sfondo, e tendevano a diventare disegni con alcune tinte di colore dilavato, piuttosto che completamente dipinte.
Nell'esempio a destra i vestiti sono completamente dipinti, e lo sfondo utilizza lo stile grisaille in precedenza riservato alla decorazione marginale, come nella miniatura in testa all'articolo. Molti erano ritratti individuali, sia di figure degne di nota (ma inizialmente raramente ritratti di governanti), sia di bei giovani idealizzati. In altri c'erano scene di amanti in un giardino o in una colazione sull'erba. A partire dalla metà del XVI secolo, questi tipi di immagini divennero dominanti, ma gradualmente declinarono in qualità e originalità e tendettero verso la bellezza convenzionale e il sentimentalismo.
A volte i libri venivano rinnovati con altre immagini dopo un intervallo di molti anni, aggiungendo o parzialmente ridipingendo le miniature, cambiando la decorazione del bordo e apportando altre modifiche, non sempre migliorative.  La miniatura Il Verbo degli uccelli, nella galleria qui sotto, è un'aggiunta del 1600 a un manoscritto di oltre un secolo prima, e gli elementi dello stile sembrano rappresentare uno sforzo per abbinare al libro le miniature precedenti. Il famoso dipinto "I principi della casa di Tamerlano" fu dipinto per la prima volta in Persia nel 1550-1555 per il principe moghul in esilio Humayun, che iniziò in gran parte la tradizione miniaturista moghul chiamando i miniaturisti persiani quando salì al trono. Il libro fu poi aggiornato due volte in India (c.1605 e 1628) per mostrare le generazioni successive della casa reale. Le dimensioni dei manoscritti coprivano una gamma non dissimile dai tipici libri moderni, sebbene con un rapporto più verticale; molti erano piccoli come un tascabile moderno, altri più grandi. "Shāh-Nāmeh" di Scià Tamasp era alto 47 cm e un eccezionale "Shāh-Nāmeh" da Tabriz (circa 1585) era alto 53 centimetri.

## Artisti e tecniche

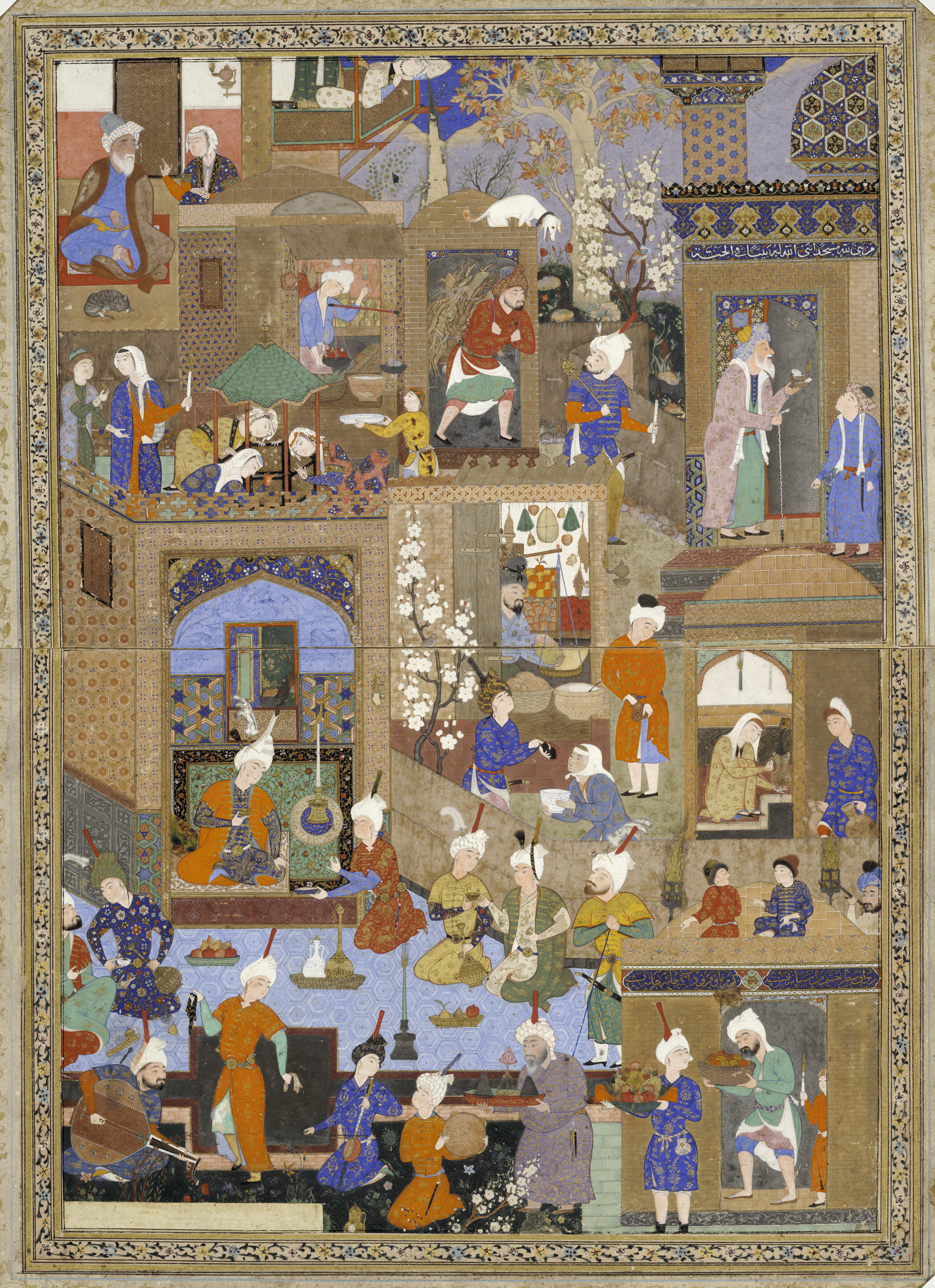
Scene di palazzo, 1539–1543, Mir Sayyid Ali

Nel periodo classico gli artisti erano esclusivamente maschi, e normalmente raggruppati in laboratori, tra cui il laboratorio reale (non necessariamente in un unico edificio) era molto più prestigioso, reclutando artisti di talento dai laboratori dei bazar delle principali città. Tuttavia, la natura della bottega reale non è chiara, poiché alcuni manoscritti vengono registrati come lavorati in diverse città, forse perché i sovrani portavano spesso con sé artisti nei loro viaggi, e almeno alcuni artisti erano in grado di lavorare su commissioni private. Come in Europa, i figli molto spesso seguivano il padre nel laboratorio, ma potevano essere reclutati ragazzi che mostravano talento e provenienti da qualsiasi contesto; almeno un pittore notevole nacque schiavo. C'erano alcuni artisti dilettanti di alto livello, tra cui Scià Tahmasp I (regnante nel periodo 1524-1576), che fu anche uno dei più grandi mecenati delle miniature. Gli artisti persiani erano molto ricercati da altre corti islamiche, specialmente quelle degli ottomani e dei moghul, le cui tradizioni di miniatura erano basate sulla pittura persiana, anche se sviluppavano stili piuttosto diversi.
Il lavoro era spesso diviso tra il pittore principale, che disegnava i contorni, e i pittori meno anziani che coloravano il disegno. Nelle miniature moghul, un terzo artista poteva fare solo le facce. Poi potevano esserci i dipinti di confine; nella maggior parte dei libri che li usavano, questi erano di gran lunga la più grande area di materiale dipinto e si presentavano anche nelle pagine di testo. Le miniature di un libro erano spesso realizzate da diversi artisti, in modo che i migliori manoscritti rappresentassero una panoramica dei migliori lavori pittorici del periodo. Gli scribi o calligrafi erano normalmente persone diverse, ed avevano uno status piuttosto elevato rispetto agli artisti. I loro nomi avevano più probabilità di essere annotati sul manoscritto.
I bibliotecari reali probabilmente giocarono un ruolo significativo nella gestione delle commissioni; la portata del coinvolgimento diretto dello stesso sovrano è normalmente poco chiara. Gli scribi realizzavano il testo principale, lasciando gli spazi per le miniature, presumibilmente avendo fatto un programma preventivo con l'artista e il bibliotecario. Le copertine dei libri erano anche riccamente decorate nei manoscritti di lusso, e quando mostravano scene figurative, presumibilmente usavano disegni degli stessi artisti che avevano creato le miniature. La carta era il materiale normale per le pagine, a differenza della pergamena normalmente usata in Europa per tutto il tempo in cui durò la tradizione del manoscritto miniato. La carta era molto levigata e, quando non venivano dipinti i bordi potevano essere punteggiati di foglie d'oro.
Un unico esemplare del periodo timuride, trovato "incollato in modo non appariscente" in un "muraqqa" nel Palazzo di Topkapı, è considerato una relazione a Baysunghur da parte del suo bibliotecario. Dopo una breve ed alta frase introduttiva, "Petizione dai servi più umili della biblioteca reale, i cui occhi sono come la gente in attesa della polvere degli zoccoli del destriero regale, come le orecchie di coloro che digiunano al grido di "Allahu akbar" ... continua con appunti molto professionali e dettagliati su ciò che ognuno dei venticinque artisti, scribi e artigiani avevano fatto nel periodo di una settimana: "Amir Khalil ha terminato le onde in due scene marine del  Gulistan e inizierà ad applicare il colore ... Tutti i pittori stanno lavorando alla pittura e alla colorazione di settantacinque pali della tenda .... Mawlana Ali sta progettando un'illustrazione per il frontespizio dello Shāh-Nāmeh. I suoi occhi furono doloranti per alcuni giorni."  Oltre alle arti del libro, vengono menzionati progetti per fabbricanti di tende, produttori di piastrelle, falegnameria e selle, così come i progressi per il piccolo scrigno per la "begum".

## Storia

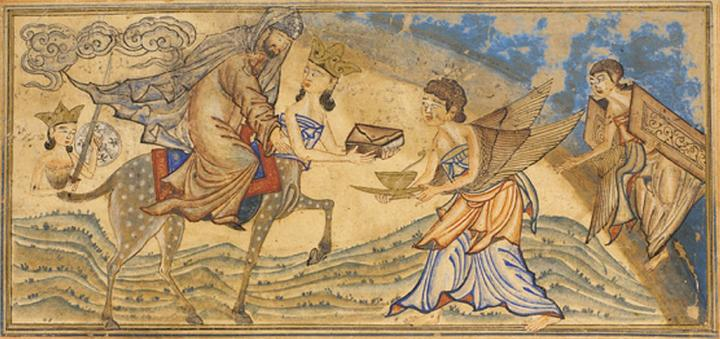
Il Mi'raj (chiamato anche "viaggio notturno") di Maometto su Buraq, Tabriz, 1307; dipinto con influenze sia cristiane che cinesi e formato orizzontale (epoca Ilkhanato).

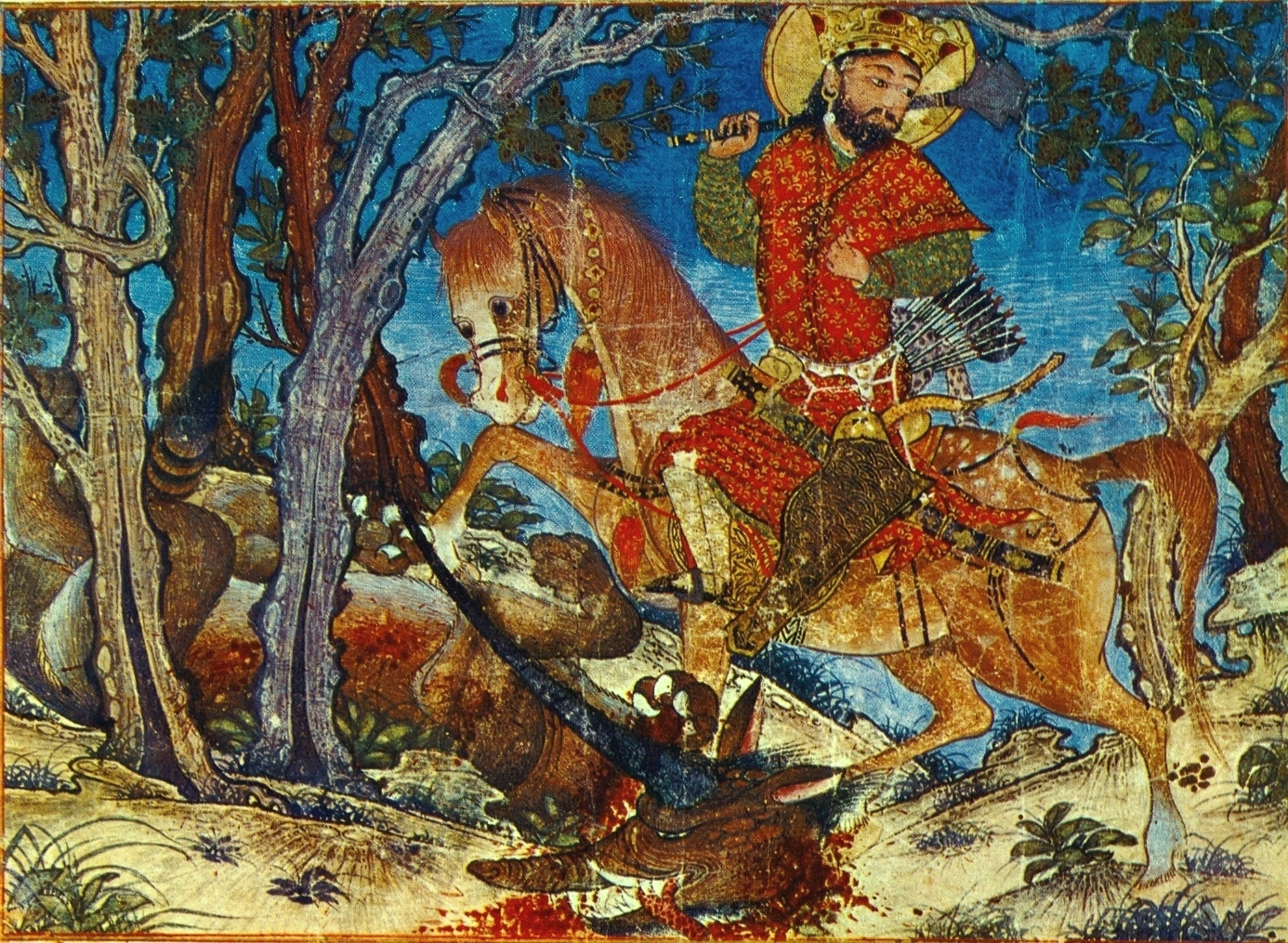
Scena dal Demotte o "Shāh-Nāmeh" del Gran mogol mongolo, dipinto chiave del periodo dell'Ilkhanato, anni 1330?

L'antica religione persiana del manicheismo fece un uso considerevole delle immagini; non solo il teologo fondatore, Mani (c.216-276) era un artista professionista, almeno secondo la tradizione islamica successiva, ma uno dei libri sacri della religione, l'Arzhang, venne illustrato da lui stesso. Le illustrazioni (probabilmente essenzialmente diagrammi cosmologici piuttosto che immagini con figure) sono state considerate come parte del materiale sacro e sempre copiate assieme al testo. Sfortunatamente, la soppressione islamica della religione manicheista fu così profonda che sopravvivono solo piccoli frammenti di arte manichea. Questi senza dubbio hanno influenzato la continua tradizione persiana, ma poco può essere detto in che modo. È anche noto che i palazzi sasanidi avevano dipinti murali, ma solo frammenti di questi sono pervenuti.
Esistono scene narrative su ceramica, anche se è difficile giudicare in che modo si riferiscano alla perduta pittura contemporanea del libro. Recentemente alcuni studiosi hanno notato che, sebbene i primi esempi sopravvissuti siano ormai rari, l'arte figurativa umana era anche una tradizione continua, in terre islamiche, in contesti laici (come letteratura, scienza e storia). Fin dal IX secolo, tale arte fiorì durante il Califfato abbaside (749-1258 circa, attraverso la Spagna, il Nordafrica, l'Egitto, la Siria, la Turchia, la Mesopotamia e la Persia).
Il grande periodo della miniatura persiana iniziò quando la Persia fu governata da una successione di dinastie straniere, che provenivano dall'est e dal nord. L'invasione mongola, dal 1219 in poi, instaurò l'Ilkhanato come una branca dell'impero mongolo, e nonostante l'enorme distruzione di vite e di proprietà, la nuova corte ebbe un effetto galvanizzante sulla pittura del libro, importando molte opere cinesi e, probabilmente, anche artisti che travasarono la loro lunga tradizione di pittura narrativa. Gli Ilkhani continuarono a migrare tra i quartieri estivi e invernali, che insieme ad altri viaggi per la guerra, la caccia e l'amministrazione, rendevano la forma portatile del manoscritto miniato il veicolo più adatto per dipingere, come lo era anche per i sovrani medievali europei itineranti. Il Grande Shāh-Nāmeh mongolo, ora disperso, è il manoscritto più importante del periodo.
Dopo il 1335 l'Ilkhanato si divise in diverse dinastie in guerra tra di loro, tutte spazzate via dalla nuova invasione di Tamerlano dal 1381. Egli stabilì la dinastia timuride, portando una nuova ondata di influenza cinese, che fu sostituita dai Turcomanni della Pecora Nera nel 1452, seguiti dai Turcomanni della Pecora Bianca nel 1468, a sua volta rimpiazzati dai safavidi nel 1501, i quali governarono fino al 1722. Dopo un periodo caotico, Nadir Shah prese il controllo, ma non vi fu alcuna dinastia longeva fino alla dinastia Qajar, che regnò dal 1794 al 1925.

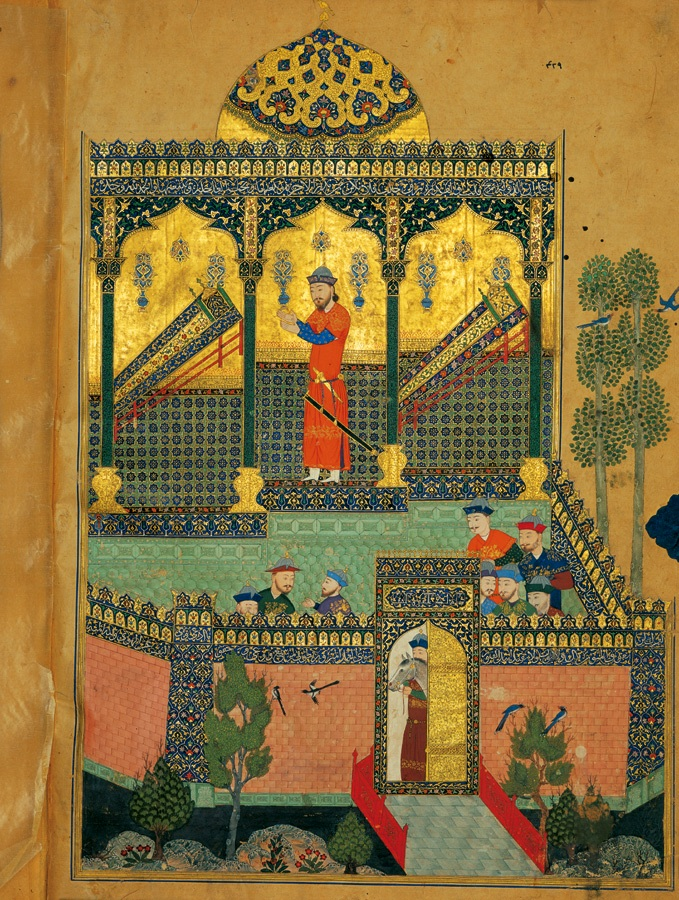
Baysonghor Shahnameh, 1430. Fu il mecenate chiave della scuola di Herat

Fu solo nel XIV secolo che iniziò la pratica di commissionare copie illustrate di opere classiche di poesia persiana, soprattutto lo Shahnameh di Firdusi (940-1020) e il Khamsa di Nizami, che dovevano contenere molte delle migliori miniature. Precedentemente l'illustrazione del libro, di opere sia in arabo che in persiano, era stata concentrata in trattati pratici e scientifici, spesso seguendo a più riprese le miniature bizantine copiate quando venivano tradotti antichi libri greci. Tuttavia una fioritura, nel XIV secolo, di manoscritti letterari arabi illustrati, sia in Siria che in Egitto, crollò alla fine del secolo, lasciando alla Persia l'indiscussa supremazia nell'illustrazione del libro islamico. Molte delle migliori miniature dei primi manoscritti furono rimosse dai loro libri nei secoli successivi e trasferite in album, molti dei quali sono ora a Istanbul; questo complica la possibilità di tracciare la storia dell'arte del periodo.
Le miniature del safavidi, e dei periodi successivi, sono molto più comuni di quelle precedenti, ma sebbene alcuni preferiscano l'eleganza più semplice degli inizi del XV e XVI secolo, la maggior parte degli storici dell'arte concordano nel vedere un aumento della qualità fino alla metà del XVI secolo, culminando in una serie di superbe commissioni reali da parte della corte safavide, come lo Shāh-Nāmeh di Scià Tahmasp (o "Houghton Shāh-Nāmeh"). Negli anni quaranta del XVI secolo ci fu una crisi, quando Scià Tahmasp I, in precedenza un grande mecenate, cessò di commissionare opere, apparentemente perdendo interesse per la pittura. Alcuni dei suoi artisti andarono alla corte di suo nipote Ibrahim Mirza, governatore di Mashad dal 1556, dove ci fu una breve fioritura della pittura finché lo scià non cadde e con lui suo nipote nel 1565. Altri artisti andarono alla corte dei moghul. Dopo questi eventi il numero delle commissioni per manoscritti del libro illustrato caddero velocemente, e la tradizione subì un'eccessiva sofisticazione e quindi il declino.
Tabriz, nel nord-ovest dell'Iran, era il centro di produzione durato più a lungo e Baghdad (sotto il dominio persiano) era quasi altrettanto importante. Shiraz nel sud, a volte capitale di un sub-sovrano, fu un centro dal tardo XIV secolo, e Herat, ora in Afghanistan, fu importante nei periodi in cui era controllato dalla Persia, specialmente quando il principe timuride Baysonqor era governatore negli anni 1420. Egli fu poi il principale mecenate in Persia, commissionando lo Shāh-Nāmeh Baysonghor e altri lavori. Ogni centro sviluppò il proprio stile, che fu in gran parte riconciliato e combinato sotto i safavidi.
Le scuole di Herat, dove solitamente si trovavano i laboratori reali timuridi, avevano sviluppato uno stile di moderazione e di eleganza classica, e i pittori di Tabriz, uno stile più espressivo e fantasioso. Tabriz era l'ex capitale dei sovrani turkmeni, e nel primo periodo safavide gli stili furono gradualmente armonizzati in opere come lo Shāh-Nāmeh di Scià Tahmasp. Ma una famosa miniatura incompiuta che mostra Rostam addormentato, mentre il suo cavallo Rakhsh combatte una leonessa, è stata probabilmente realizzata per questo manoscritto, ma non è mai stata finita, forse perché il suo vigoroso stile Tabriz non piaceva a Tahmasp. Sembra essere di Sultan Mohammad, le cui opere successive, nel manoscritto, mostrano uno stile adattato a quello di corte di Kamāl ud-Dīn Behzād. La miniatura è ora visibile nel British Museum a Londra.

## Influenze cinesi

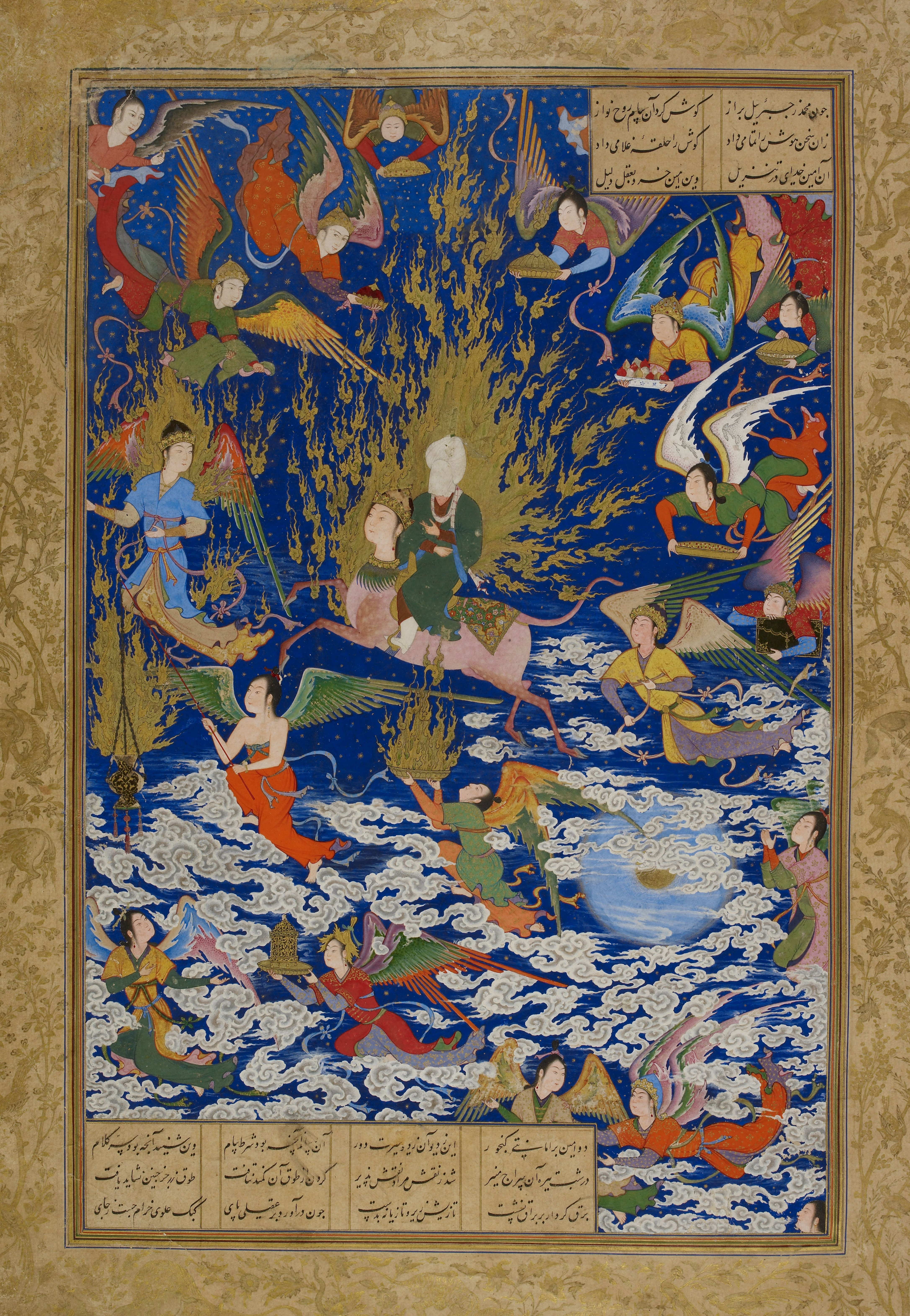
Mi'raj del Profeta, di Sultan Muhammad; mostra influenze cinesi nelle nuvole e negli angeli, 1539-43.

Prima dell'introduzione dell'influenza cinese, le figure erano legate alla linea di base e includevano "sfondi di tinta unita", o in "chiaro accordo con le tradizioni artistiche indigene". Tuttavia, una volta influenzati dai cinesi, i pittori persiani guadagnarono molta più libertà attraverso le tradizioni cinesi di "spazio illimitato e piani infiniti". Gran parte dell'influenza cinese nell'arte persiana è probabilmente indiretta, trasmessa attraverso artisti dell'Asia centrale. Sembra che non ci siano miniature persiane che siano chiaramente il lavoro di un artista cinese o di uno addestrato nella stessa Cina. La più prestigiosa tradizione pittorica cinese, di manoscritti su rotoli, ha poca influenza; invece i paralleli più vicini sono con pitture murali e motivi come nuvole e draghi trovati nella ceramica cinese, nei tessuti e in altre arti decorative.  Il formato e la composizione delle miniature persiane hanno ricevuto una forte influenza dai dipinti cinesi.
I governanti dell'Ilkhanato non si convertirono all'Islam per diversi decenni, rimanendo buddisti tantrici o cristiani (di solito nestoriani). Nonostante rimangono pochissime tracce, le immagini buddiste e cristiane erano probabilmente facilmente disponibili per gli artisti persiani in questo periodo. Soprattutto nelle miniature mitologiche dell'Ilkhanato timuride mongolo, gli animali mitici vennero ritratti in uno stile vicino al cinese qilin, fenghuang (fenice), pixiu e drago cinese, anche se hanno un carattere molto più aggressivo nell'arte islamica e sono spesso visti combattersi l'un l'altro

## Principali miniaturisti persiani
La tradizione del laboratorio e la divisione del lavoro individuale, all'interno di una miniatura e di un libro, come descritto sopra, complica l'attribuzione dei dipinti. Alcuni riportano il nome dell'artista, a volte come parte dell'immagine stessa, ad esempio come se fossero dipinti su piastrelle in un edificio, ma più spesso con una nota aggiunta sulla pagina o altrove, ma sul dove e quando siano state realizzate risulta spesso difficile da appurare. A causa della natura delle opere, i riferimenti letterari e storici agli artisti, anche se sono fatti valere, di solito non consentono di identificare dipinti specifici, anche se ci sono delle eccezioni. La reputazione di  Kamāl ud-Dīn Behzād Herawī, o Behzād, il principale miniaturista dell'ultima epoca timuride e fondatore della scuola safavide, rimase suprema nel mondo persiano, e almeno alcuni dei suoi lavori, e lo stile, possono essere identificati con un certo grado di sicurezza, nonostante una buona dose di dibattito accademico continuo.
Sultan Mohammed, Mir Sayyid Ali e Aqa Mirak, furono i principali pittori della generazione successiva, del culmine safavide dello stile classico, le cui opere attribuite si trovano insieme in diversi manoscritti. Abd al-Samad fu uno dei pittori persiani di maggior successo reclutati dagli imperatori moghul per lavorare in India. Nella generazione successiva, Reza Abbasi lavorò nel tardo periodo dei safavidi producendo principalmente miniature di album, e il suo stile fu continuato da molti pittori successivi. Nel XIX secolo, le miniature di Abu'l-Hasan Khan Gaffari (Sani ol molk), attivo nella Persia Qajar, mostrarono originalità, naturalismo e perfezione tecnica. Mahmoud Farshchian è un miniaturista contemporaneo il cui stile ha ampliato lo scopo di questa arte.

### Galleria di immagini

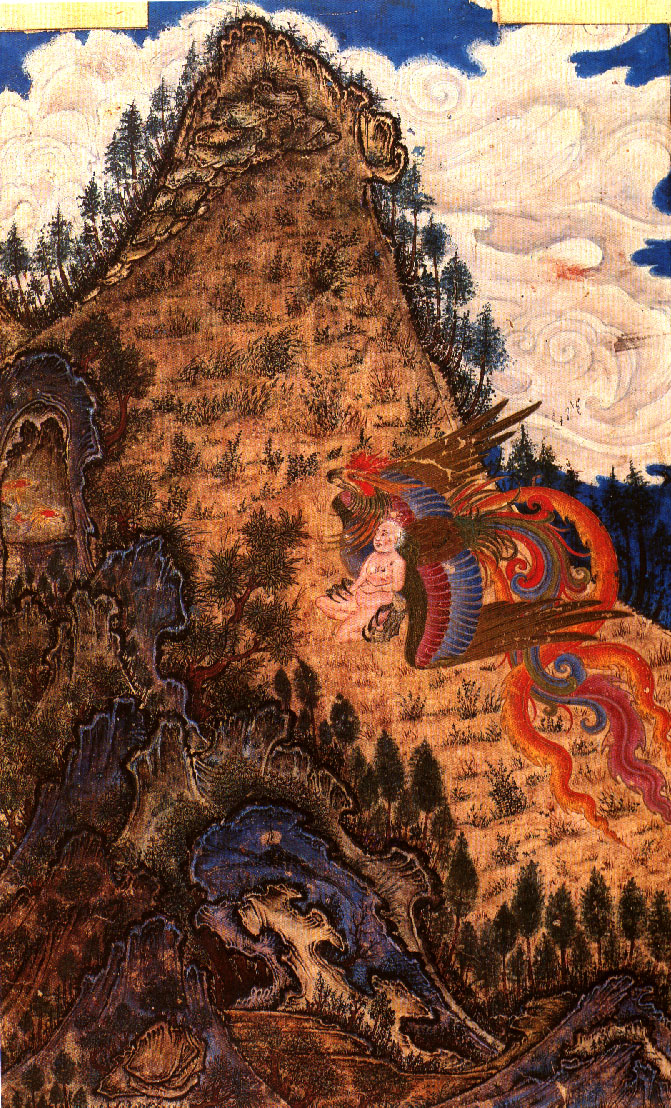
Tabriz, c.1370, Rapimento di Zal da parte di Simurg
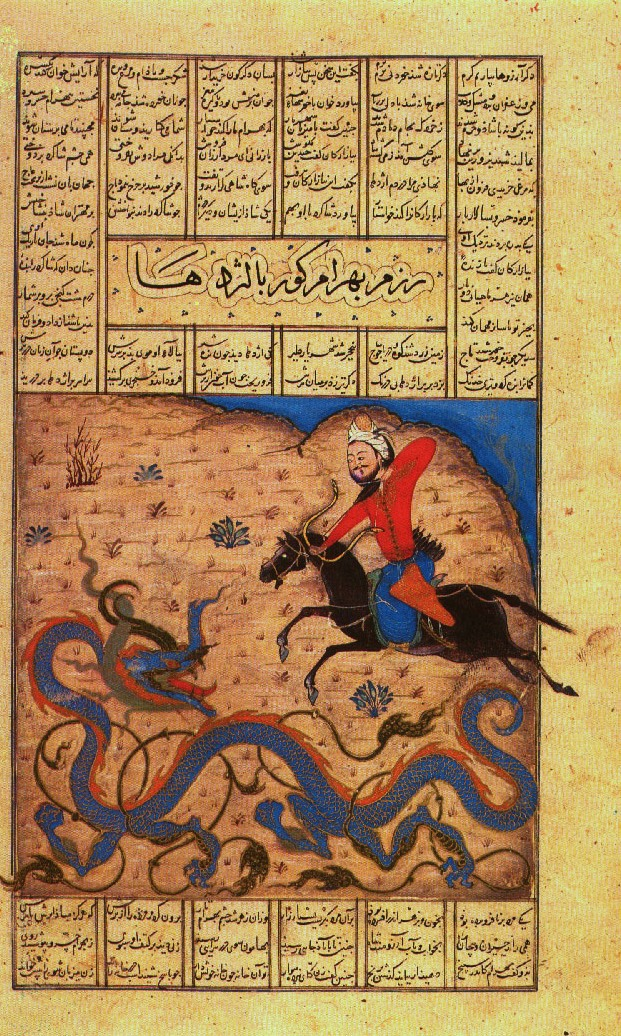
Bahram Gur uccide il dragone, in Shahnameh Shiraz 1371, con un vero dragone cinese
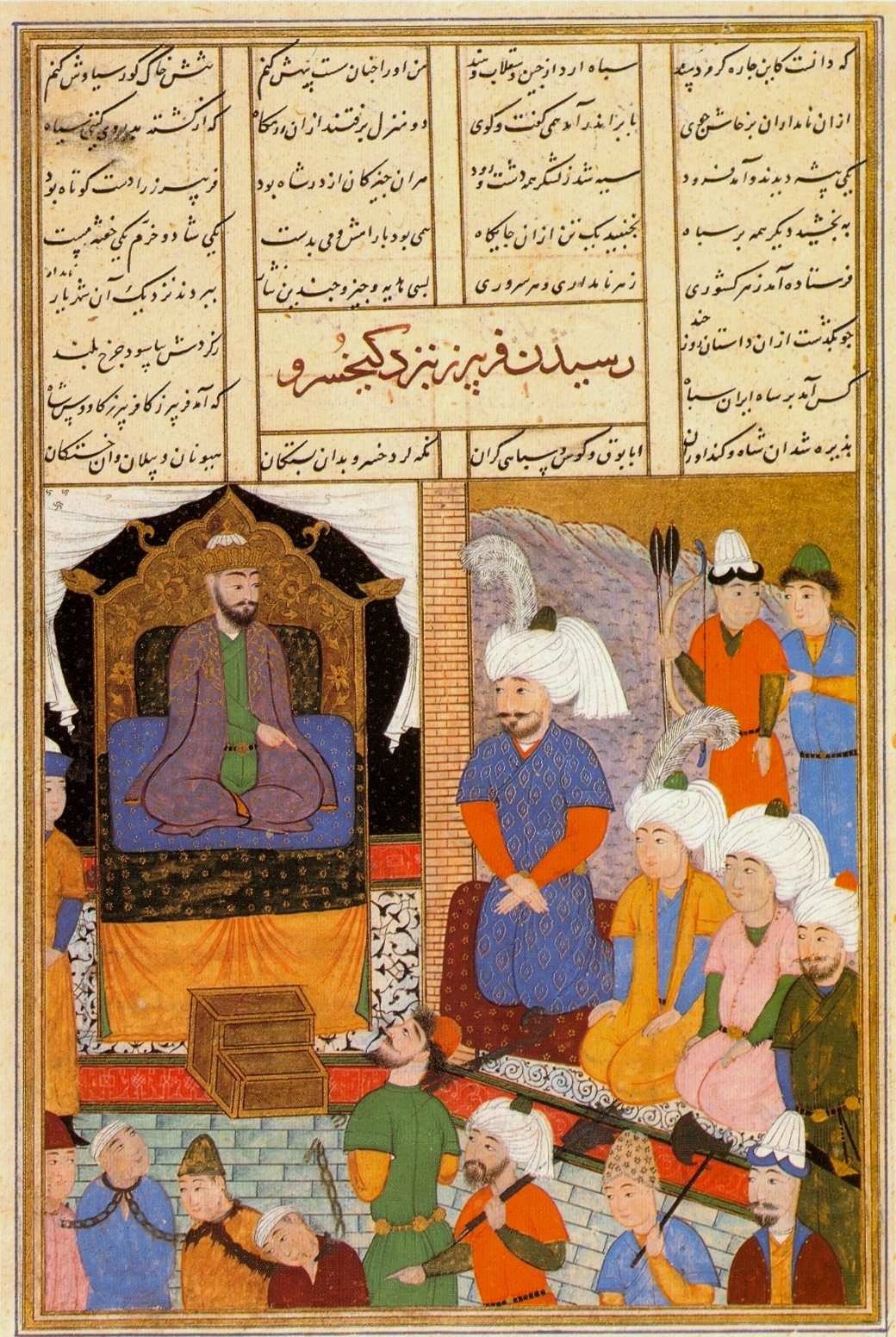
Pagina dal turkmeno "Grande testa Shahnameh", Gilan, 1494
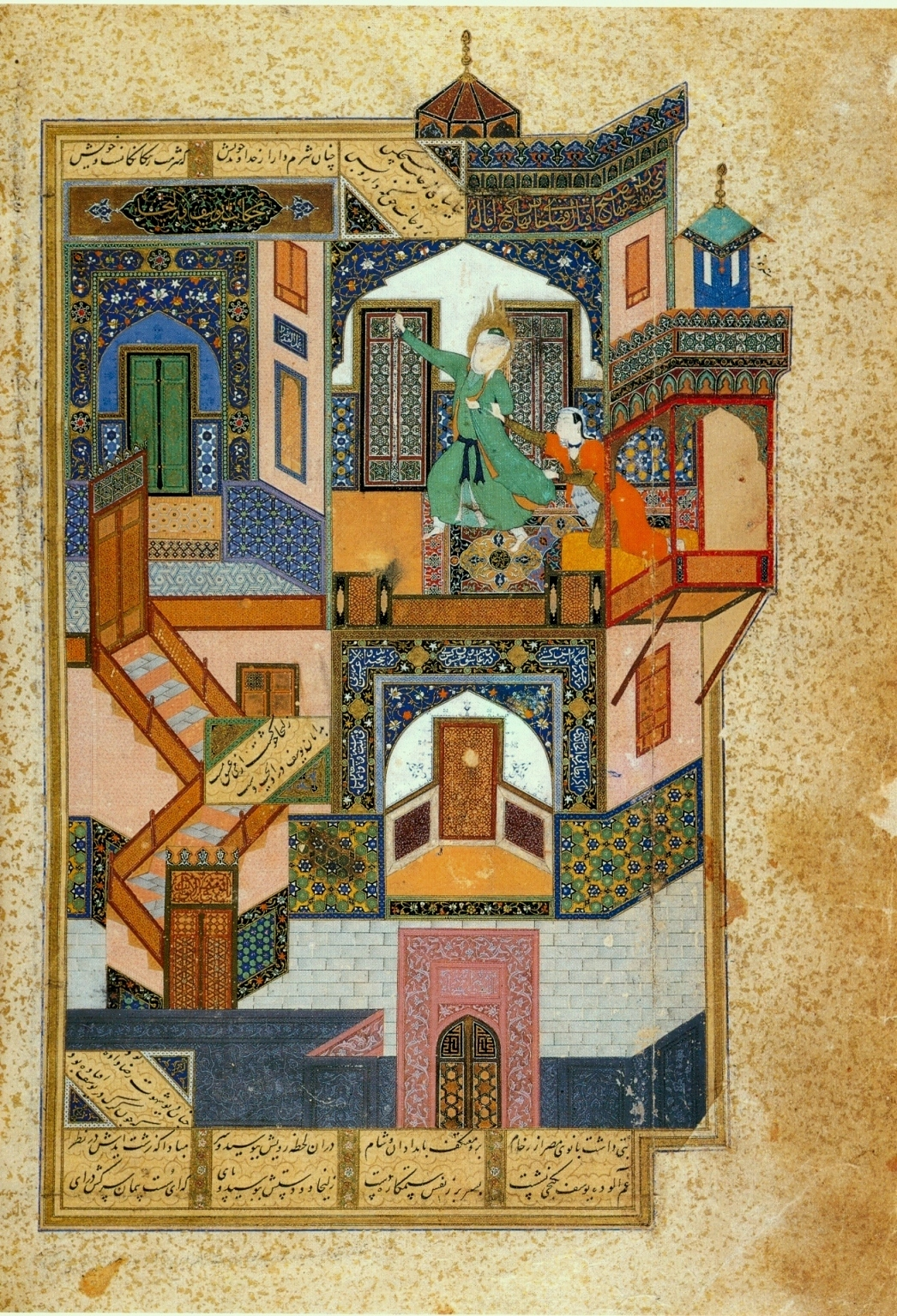
Yusuf e Zulaikha (Giuseppe cacciato da Putifarre), di Behzād, 1488
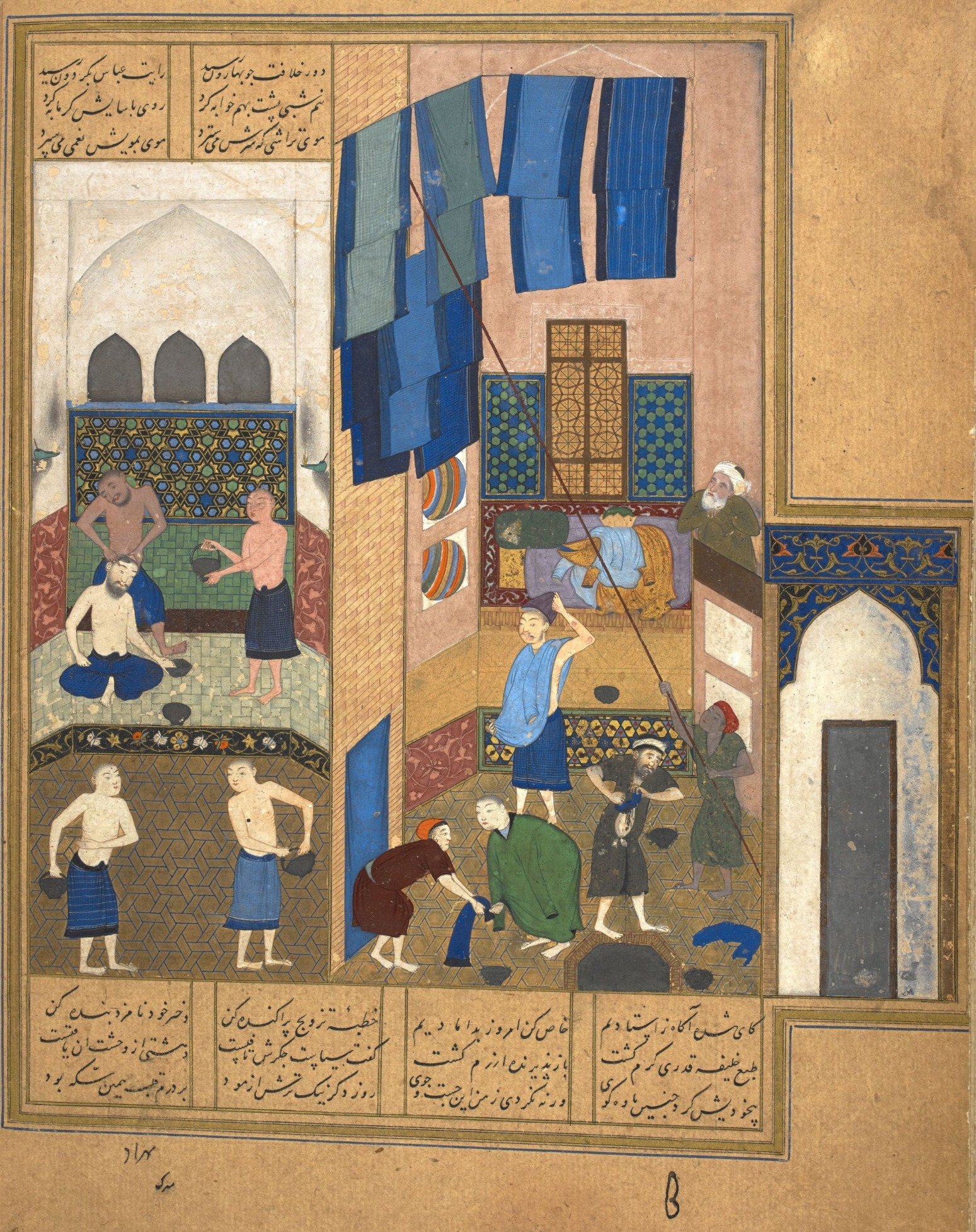
Scena di bagno di Behzād
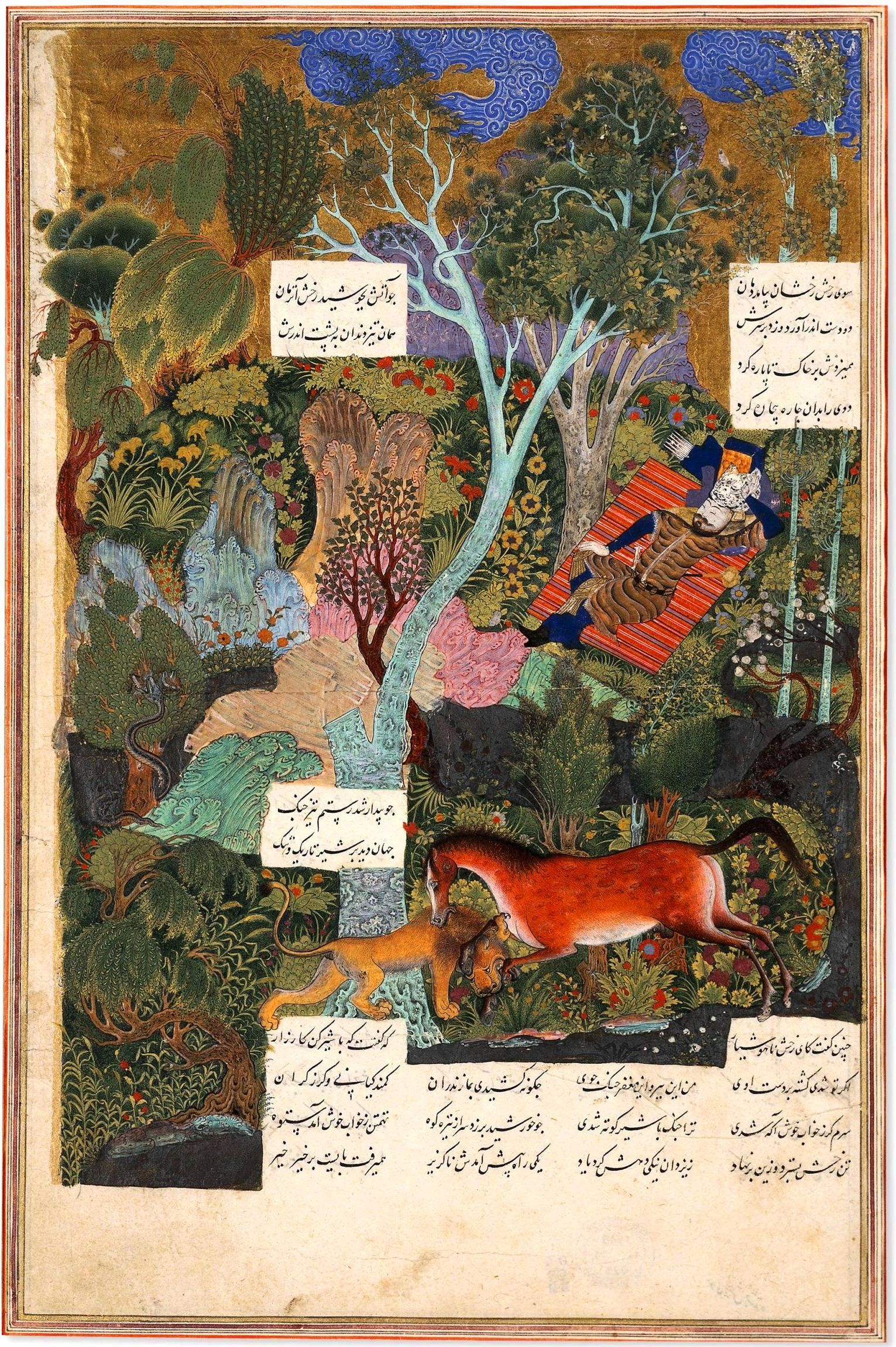
Rostam dorme, mentre il suo cavallo Rakhsh respinge l'attacco di una tigre. Probabilmente una delle prime opere di Sultan Mohammed, 1515–20
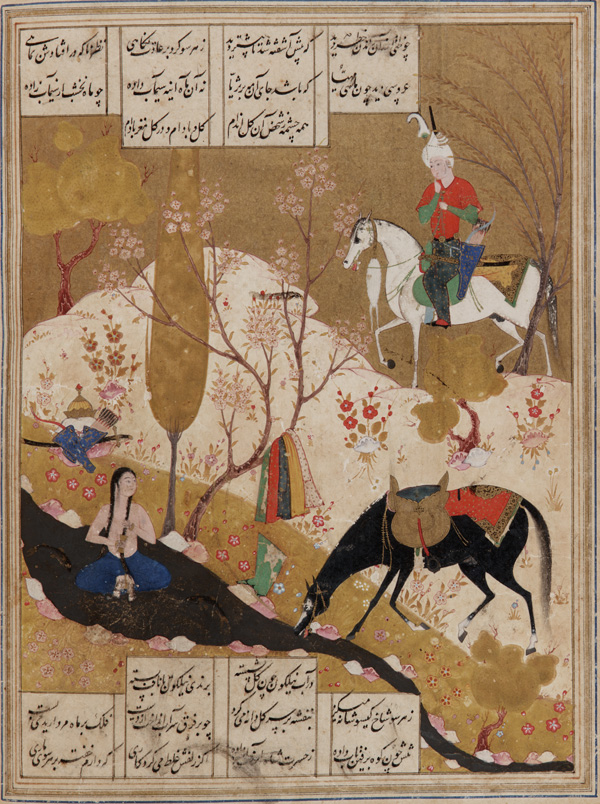
Khosrow scopre Shirin bagno in piscina, una delle scene più disegnate, qui del 1548
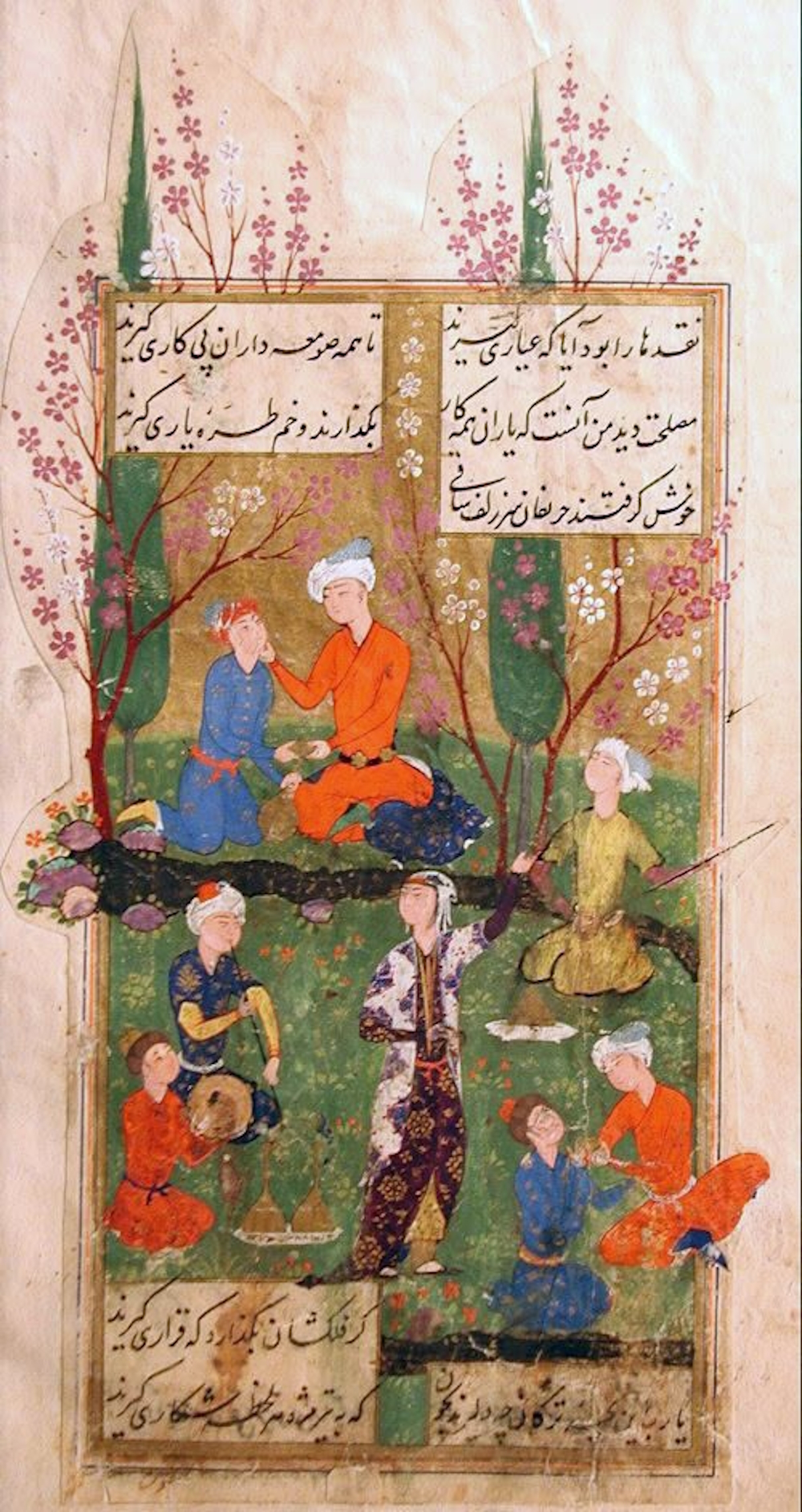
Poesia, vino e giardini sono elementi comuni nelle opere più tarde - 1585
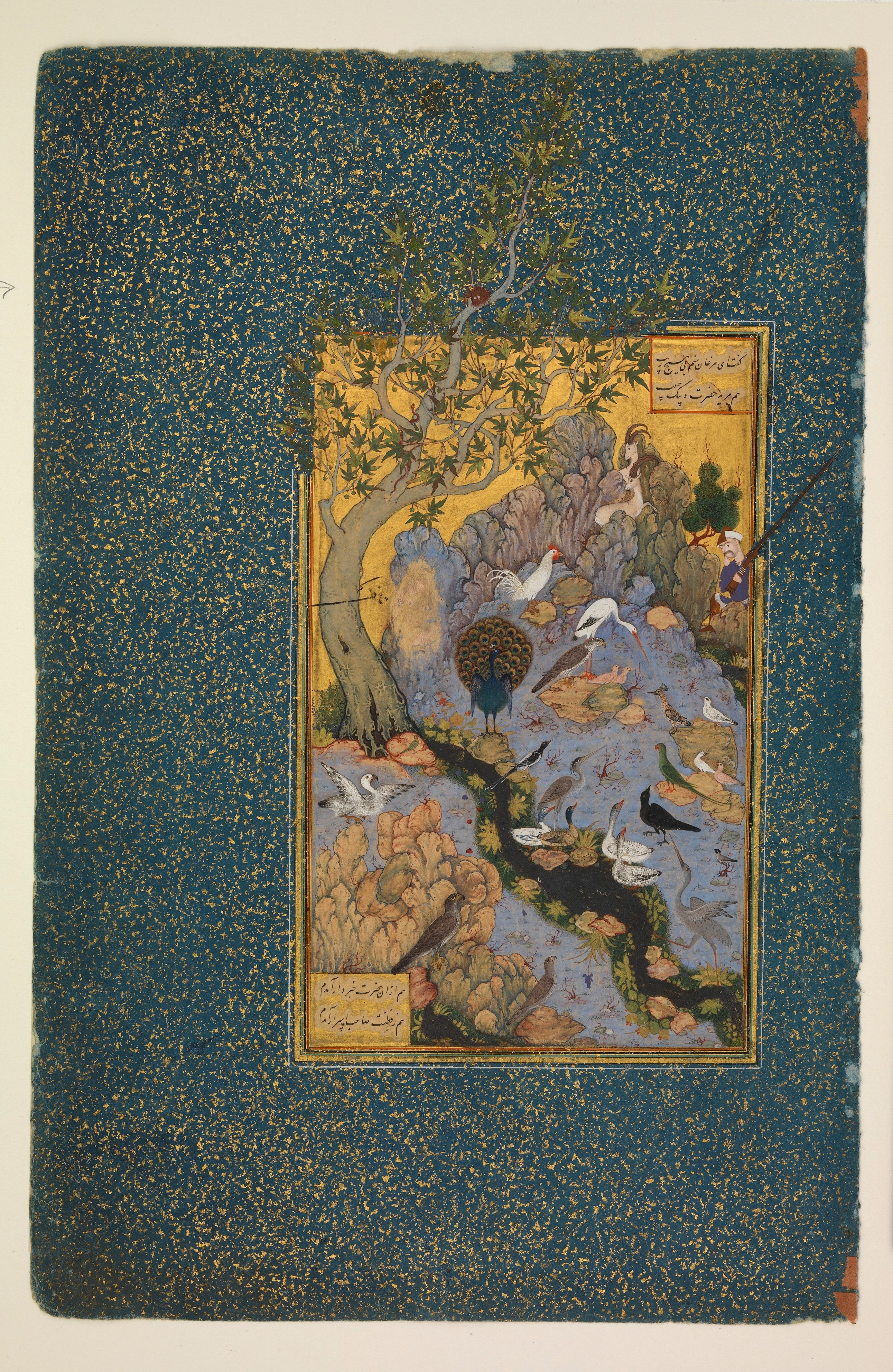
Scena da Il Verbo degli uccelli  di Farid al-Din 'Attar, dipinta intorno al 1600
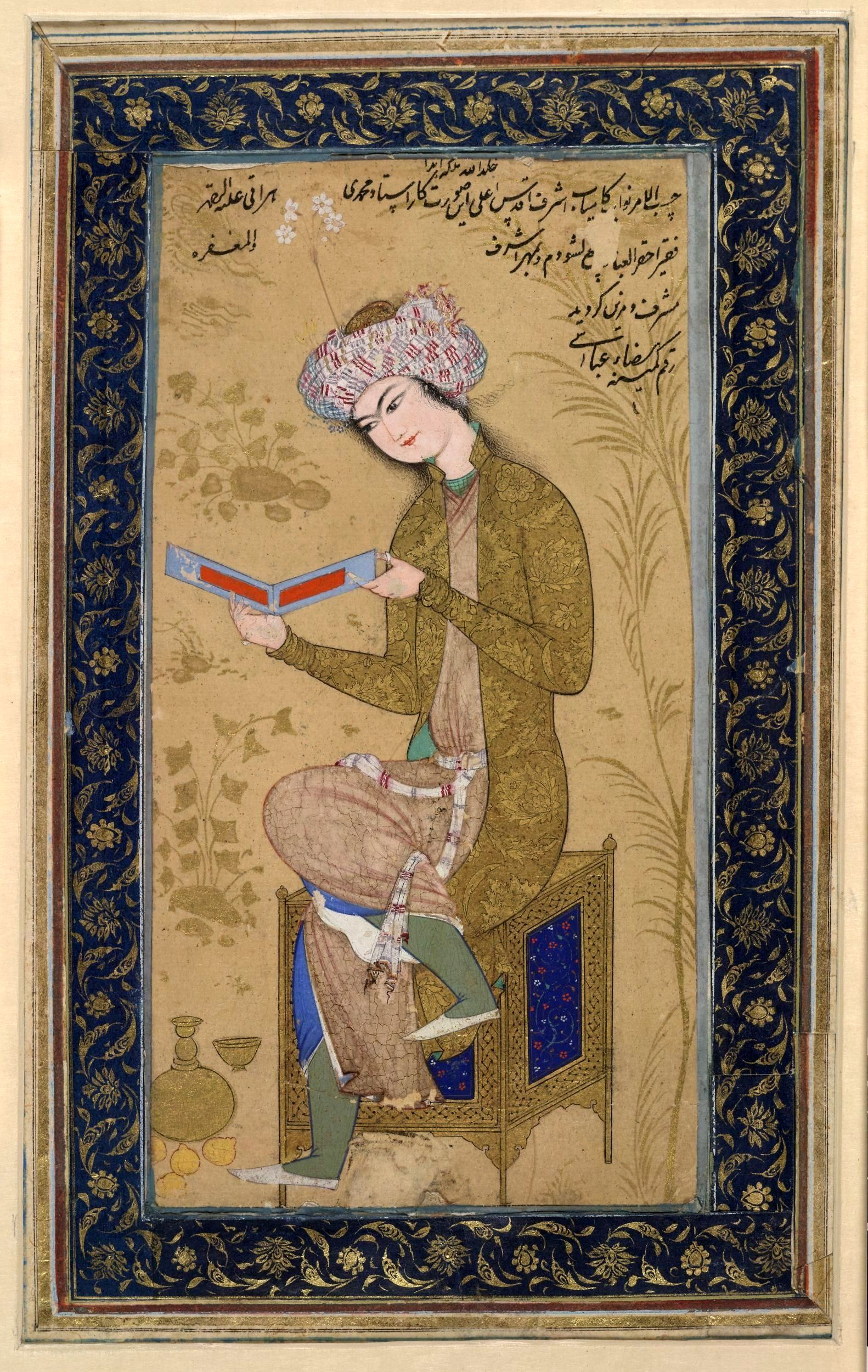
Giovane che legge, 1625-1626 di Reza Abbasi
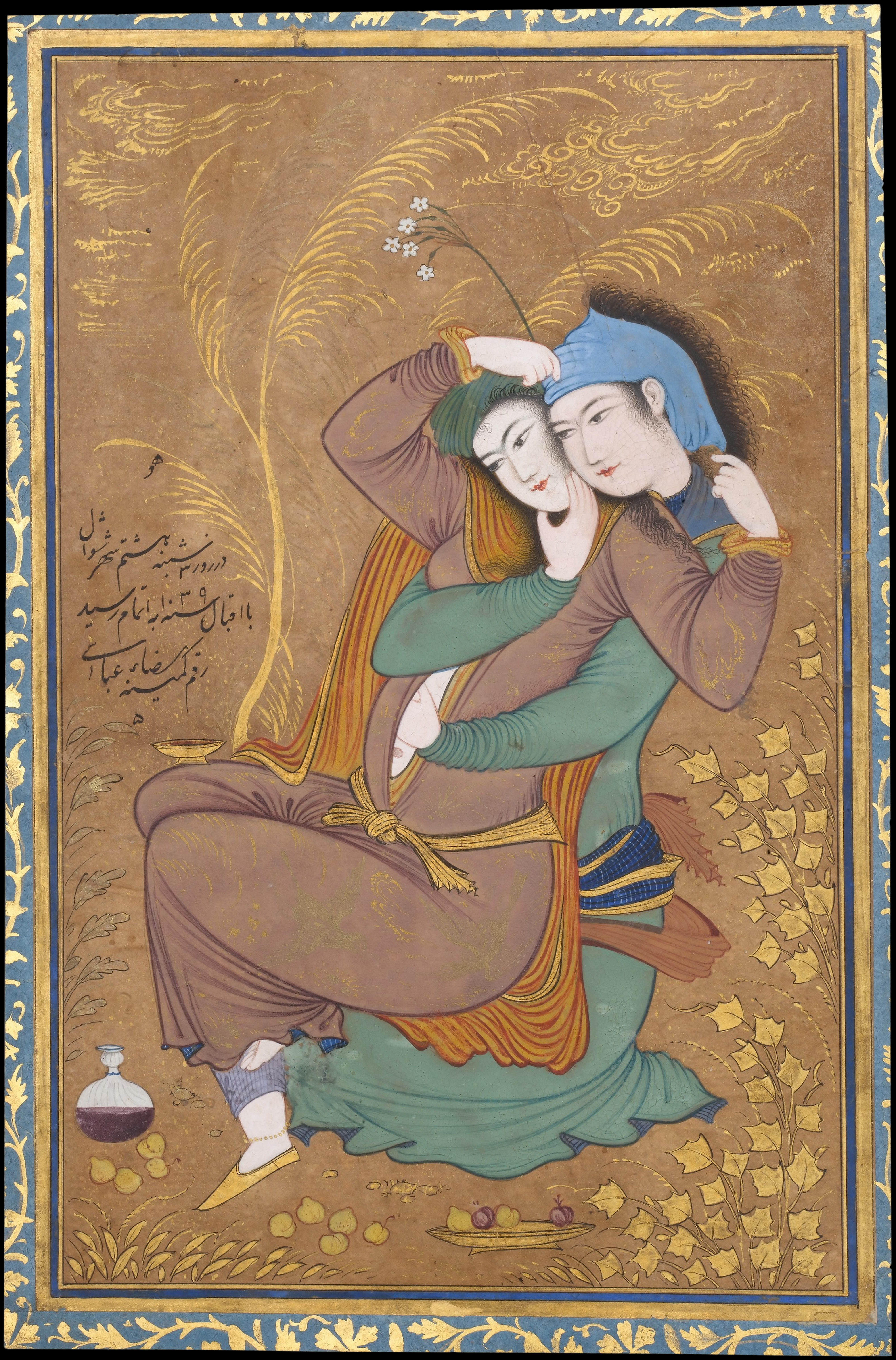
Gli amanti, 1630 di Reza Abbasi
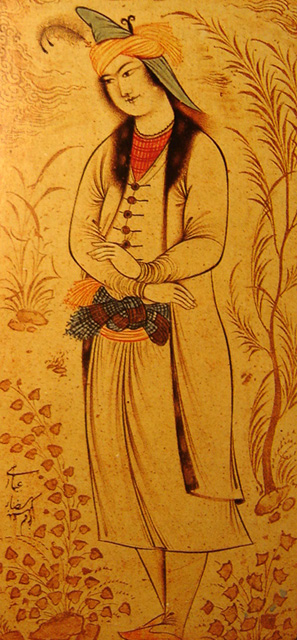
Principe Muhammad-Beik di Georgia - Reza Abbasi, 1620
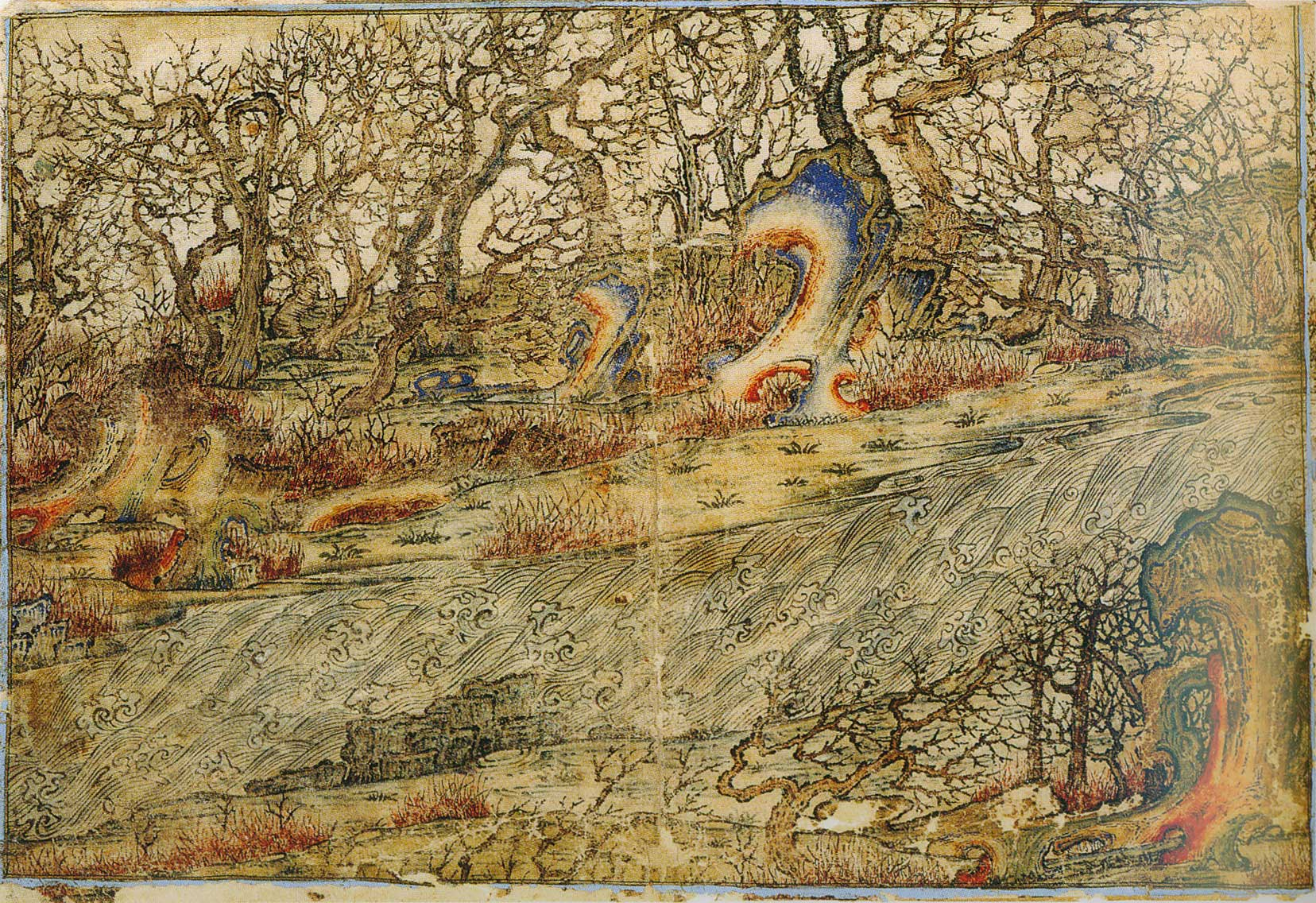
Un raro paesaggio, con un fiume, Tabriz (?), primo quarto del XIV secolo
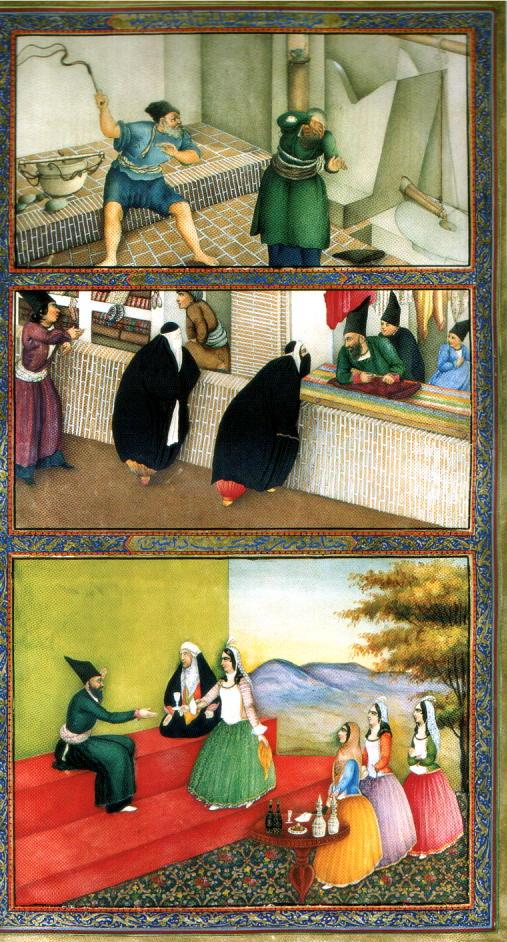
Illustrazione da Mille e una notte di Sani ol molk, Iran, 1853